# Aleucanitis astrida
Aleucanitis astrida är en fjärilsart som beskrevs av Eduard Friedrich Eversmann 1857. Aleucanitis astrida ingår i släktet Aleucanitis och familjen nattflyn. Inga underarter finns listade i Catalogue of Life.